# Nawal Baïbi
Nawal Baïbi ou Naoual Baiby, née le 17 janvier 1984, est une athlète marocaine. 

## Biographie
Nawal Baïbi remporte la médaille d'argent du 3 000 mètres steeple lors des championnats d'Afrique 2004 à Brazzaville.